# Colección Arqueológica de Gitio
La Colección Arqueológica de Gitio es una colección o museo de Grecia ubicada en Gitio, una localidad de la región de Laconia. Hasta 1996 se encontraba albergada en el edificio neoclásico del ayuntamiento pero está previsto su traslado a otro edificio neoclásico que se está rehabilitando y que anteriormente era una escuela femenina.
Esta colección contiene piezas de excavaciones de la antigua ciudad de Gitión y del área de la península de Mani, de la Antigua Grecia y también de la época bizantina. 
Entre los objetos expuestos se incluyen piezas de cerámica, inscripciones epigráficas, relieves, esculturas y sarcófagos de mármol ricamente decorados.